# Afromexicano
El término afromexicano es utilizado para identificar a los mexicanos de ascendencia total o mayormente africana subsahariana. También son llamados afrodescendientes o mexicanos negros. Existen comunidades afromexicanas asentadas principalmente en la costa sur del océano Pacífico y golfo de México, y en regiones de las grandes cuencas, como la de la depresión del Balsas, la cuenca del Papaloapan y la de Grijalva-Usumacinta, en los estados de Guerrero, Oaxaca, Chiapas, Tabasco, Veracruz-Llave y Michoacán.
A partir de 2015, el INEGI decidió censar a los mexicanos de ascendencia africana por una fuerte presión ejercida por activistas e intelectuales, argumentando que los afromexicanos no se identifican con los grupos indígenas ni con los mestizos en torno a la racialización o en torno a particularidades culturales. No obstante, el 64.9 % de los afromexicanos también se identificaron como indígenas y el 9.3 % afirmaron hablar una lengua indígena.
La metodología que se utilizó fue incluir una pregunta en la Encuesta Intercensal 2015 (EIC 2015) para identificar a la población de afrodescendientes a partir del autorreconocimiento. Los pobladores originarios migraron de manera forzada, en calidad de esclavos, procedentes de Gambia, Senegal, Guinea, Congo, Guinea Ecuatorial, Angola y Mozambique, por lo que originalmente hablaban lenguas de las familias mandé y bantú.

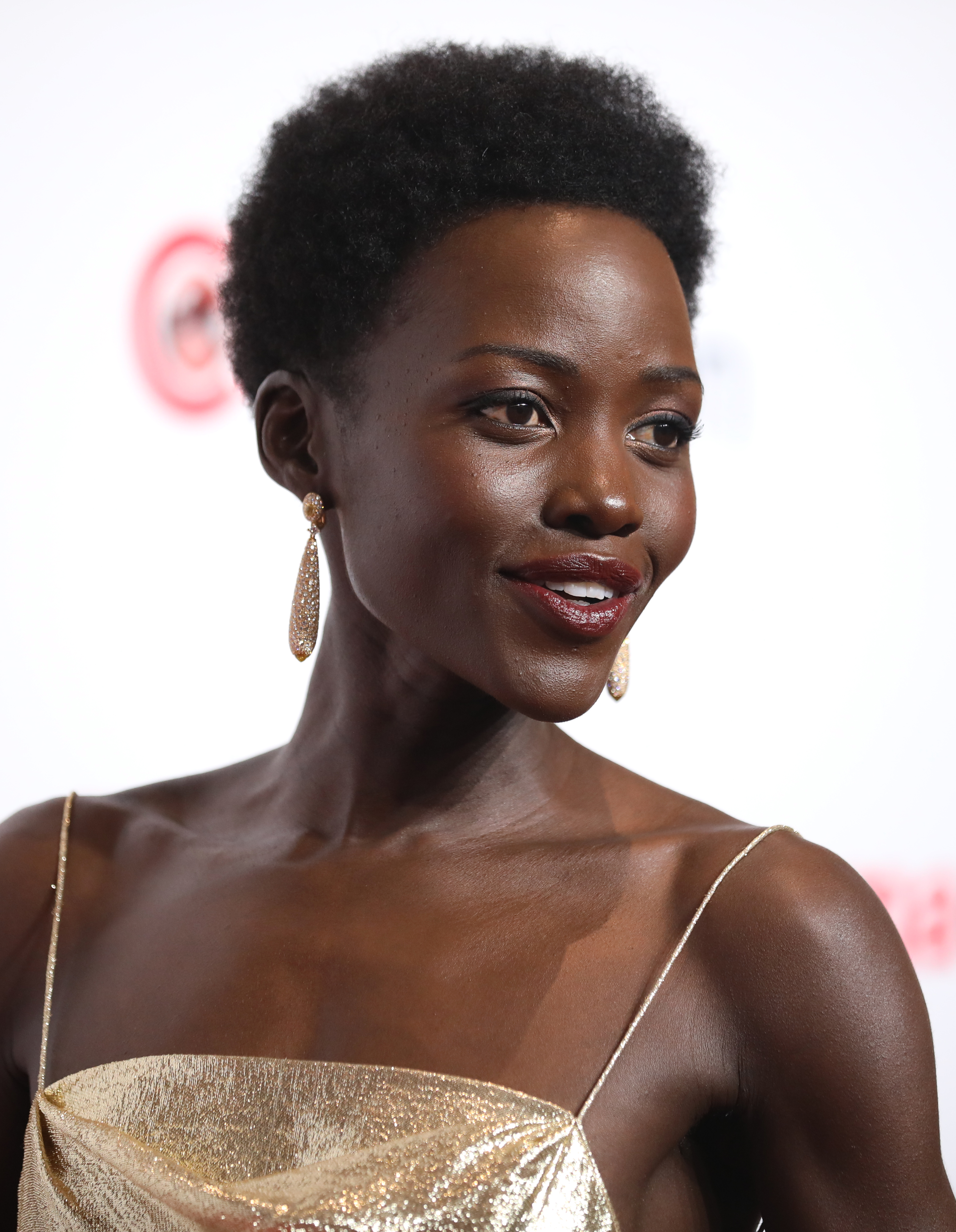
Lupita Amondi Nyong'o es una actriz afromexicana de ascendencia keniana.

En México, los asentamientos más conocidos de afrodescendientes se ubican principalmente en regiones de la Costa Chica de Guerrero (Acapulco, Cuajinicuilapa, San Nicolás, San Marcos, Ometepec, Marquelia, Copala, Huehuetán, etc) La Costa de Oaxaca (Santiago Pinotepa Nacional, Santiago Jamiltepec, Villa de Tututepec de Melchor Ocampo), del río Papaloapan oaxaqueño (Acatlán, Cosolapa, Tuxtepec y Loma Bonita) en la región Centro-Golfo del estado de Veracruz (Yanga, San Juan de la Punta, La Antigua, Rodríguez Clara, Hueyapan de Ocampo, Tierra Blanca y Cosamaloapan), la Costa Grande de Guerrero (Zihuatanejo de Azueta,  Petatlán, Coyuca, Tecpan de Galeana, La Unión), la región de Tierra Caliente y costa de Michoacán (Huetamo, Nocupétaro, Coahuayana), y en regiones de la Depresión Central, Altos e Istmo-Costa de Chiapas (Cintalapa, San Cristóbal de Las Casas, Tonalá); así como en el municipio de Múzquiz, Coahuila, en el norte de México.
En el año 2020 había más de 2.5 millones de afrodescendientes en México. De acuerdo con el total de su población, los estados con mayor proporción de afrodescendientes son: Guerrero (8.6 %), Oaxaca (4.7 %), Baja California Sur (3.3 %), Yucatán (3 %), Quintana Roo (2.8 %), Veracruz (2.7 %). La estimación de los especialistas sobre el tamaño de la población afromexicana en la Costa Chica es de 15 000 a 50 000 en el estado de Guerrero y unos 35 000 en el estado de Oaxaca.
La Costa Chica de Guerrero es la región más marcada y arraigada de la cultura afromexicana. Denotada en sus rasgos culturales y danzas de origen africano como; Los Diablos de Cuajinicuilapa, Toro de Petate, La Torturga, Sones de Artesa, etc. 
En el norte de Oaxaca, se ha concretado en los llamados "jarochos", lo que también implica una dificultad para su conteo en virtud de las políticas de desintegración identitaria fomentadas por los propios gobiernos. Estas políticas orillan a que muchos individuos no se identifiquen con su origen étnico y cultural remoto e inclusive tampoco con su origen inmediato. Así mismo se incluye en todas las razas.

## Terminología

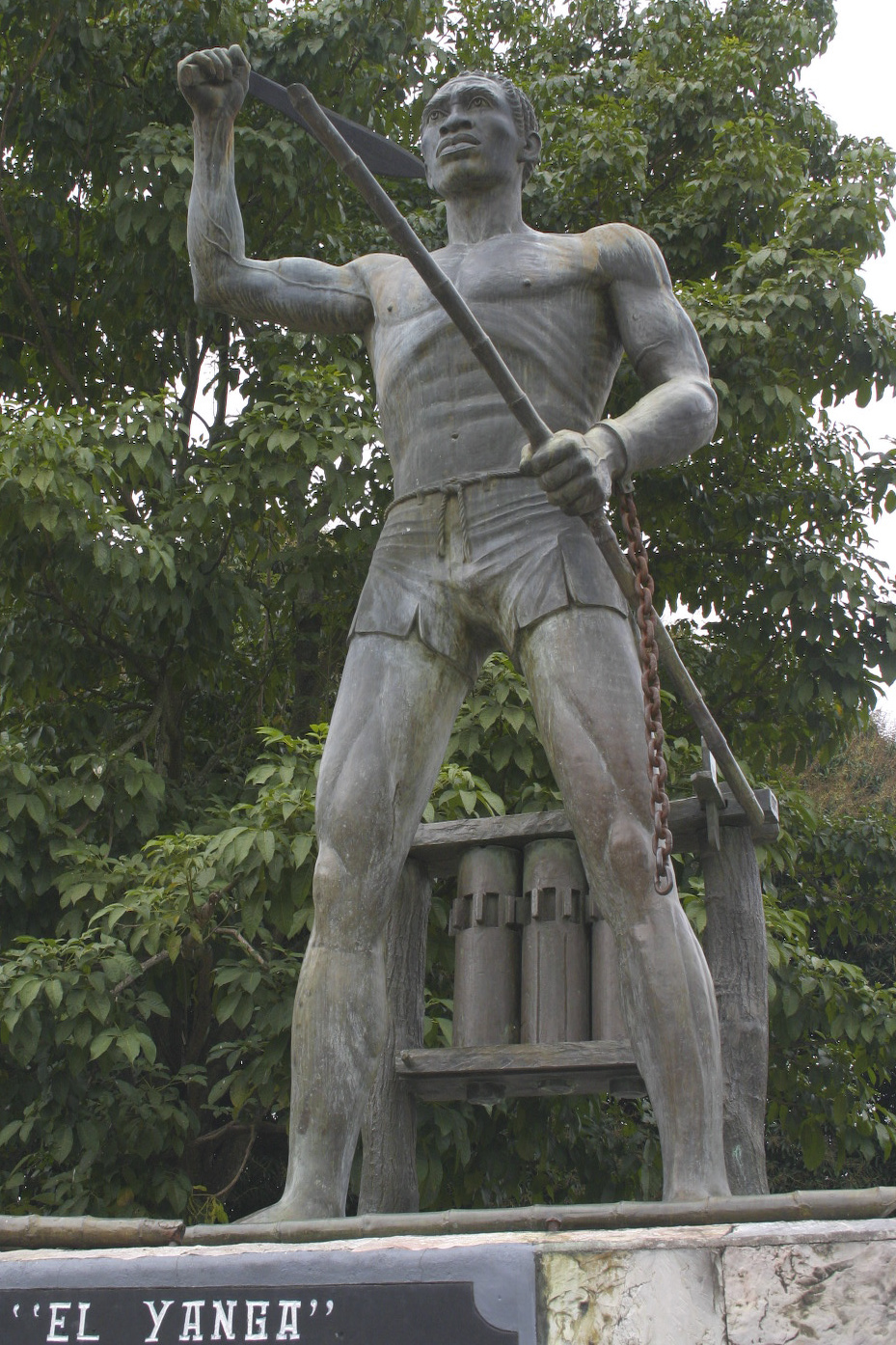
Escultura de Yanga en la localidad veracruzana que lleva su nombre.

En casos específicos y locales son llamados o se autodenominan afromixtecos, afronahuas, afromestizos, afromexicanos, negros, morenos, zambos, mandingos, mascogos, cimarrones, colochos, costeños o cuculustes. El término para indicar el tipo de población afromexicana a la que pertenecen los mexicanos descendientes de africanos subsaharianos no ha sido elegido por consenso. Cada autor le llama como mejor le parece. Por ejemplo: el término afromestizo es el más utilizado en ensayos antropológicos tradicionales, el cual fue difundido principalmente por Gonzalo Aguirre Beltrán y otros investigadores de su época.
En escritos más recientes, algunos investigadores, en su mayoría mexicanos, han optado por seguir utilizando el término. Otros investigadores extranjeros, como Ben Vinson, III y Bobby Vaughn, han decidido llamarles afromexicanos, por el mismo motivo por el que se llaman a sí mismos afroamericanos. La ONU ha usado el término afromixteco, ya que los estudios más citados se refieren a la mezcla de personas negras con indígenas mixtecos. También es común la mezcla con indígenas nahuas, lo que ha dado lugar al término afronahua. Juan Ortiz Escamilla explica de qué manera el término negro construyó, a lo largo de un proceso histórico, la denominación jarocho, que es con el que se identifican los habitantes afrodescendientes de la cuenca del río Papaloapan oaxaqueño y veracruzano.
Marco Polo Hernández Cuevas identifica un ethos jarocho, palabra que evolucionó de la palabra jaro, aplicada para designar a los cerdos en Al-Ándalus, en la Nueva España jarocho fue designado para hacer referencia a una persona no refinada y con costumbres insolentes, posteriormente fue utilizada para hacer referencia a las personas "naturales" de Veracruz, especialmente a los negros y afrodescendientes de la región. En la Costa Chica de Guerrero se les llama a menudo a aquellos afromexicanos con el cabello ensortijado o crespo bajo las denominaciones cuculuste y puchunco.
Durante la época colonial, las poblaciones indígenas mixtecas de Oaxaca se referían al color de la piel de los afrodescendientes a través de la palabra tnoo, por lo que para referirse a una mujer negra, por ejemplo, escribían ñaha tnoo, mientras que los nahuas se referían a cualquier individuo afrodescendiente como kakatsaktli.

## Historia

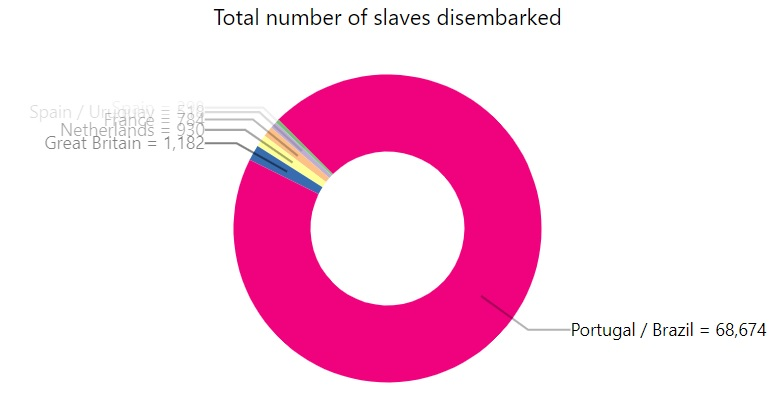
Esclavos desembarcados en México por país desde 1450 hasta 1810

La participación de afrodescendientes en las primeras expediciones españolas en México, a cargo de Hernán Cortés en 1519 les hacía partícipes dentro de los roles de campañas militares. Sin embargo, cuando los españoles llegaron a Mesoamérica con el propósito de colonización posterior a las expediciones, trajeron esclavos africanos. La presencia de africanos en el Nuevo Mundo fue estrictamente laboral, debido a la disminución de la población amerindia, así como por la imposibilidad legal por las Leyes Nuevas de hacer de los nativos americanos esclavos y, más tarde, por la prohibición del Papa contra la esclavitud. Estas circunstancias llevaron a los españoles —y a otros colonos europeos en otras regiones de América, en general— a importar grandes cantidades de esclavos procedentes de los actuales Ghana, Gabón, Costa de Marfil, Senegal, Gambia, Nigeria, el Congo y Angola.

### La diáspora
Aunque la gran mayoría de migrados tuvieron sus raíces en África, no todos hicieron el viaje directamente al continente americano, algunos atravesaron por otros lugares del mundo hispano de esa época. Los que venían de África pertenecían sobre todo a los grupos indígenas sudanés y bantú.
El antropólogo pionero en los estudios etnohistóricos en México, Gonzalo Aguirre Beltrán, fue uno de los primeros en investigar la procedencia de los esclavos gracias a diferentes documentos, como las cartas de compra-venta. En un principio, los esclavos provenían de las islas de Cabo Verde y los ríos de Guinea, aunque más tarde también eran capturados en Angola y las islas Canarias.
Para decidir el sexo de los esclavos que mandarían al Nuevo Mundo se hacían cálculos que incluían el rendimiento físico y la reproducción. Procuraban importar la mitad de mujeres y la mitad de hombres, pero más tarde se dieron cuenta de que los hombres podían trabajar por más tiempo sin cansarse y que rendían de manera similar a lo largo del mes, a diferencia de las mujeres, quienes sufrían de dolores y enfermedades más fácilmente. Por ello comenzaron a importar un tercio de mujeres del total de esclavos.
Más tarde, en el siglo XVI, los esclavos negros provenían de Bran, Biafara y Gelofe, en Cabo Verde. Los esclavos africanos en México eran clasificados en varios tipos, dependiendo de procedencia y características físicas. Se los dividía mayormente en dos grandes "tipos": un primer grupo, los llamados retintos o atezados, agrupaba a los provenientes de Sudán y la costa de Guinea. El segundo grupo era el de los considerados amembrillados o amulatados por tener un tono de piel menos oscuro en comparación con el primero.

### Esclavitud en la Nueva España
Se sabe que varios grupos africanos fueron traídos a la Nueva España inmediatamente después de iniciada la conquista como esclavos y que, al menos una parte, estaban destinados a ocuparse en “el servicio doméstico y como hombres de confianza en los ejércitos”. Un claro ejemplo de los negros conquistadores es Estevanico, un africano o "moro" que participó en la fallida expedición de Pánfilo de Narváez a la  Florida, y fue explorador junto a Álvar Núñez Cabeza de Vaca entre 1528 y 1536. Se registró en escritos españoles, que este hombre producía gran temor entre los enemigos indígenas por su gran tamaño y musculatura. En 1536 se tiene reporte de un hombre negro llamado Juan Garrido quien era comprador de esclavos en la Costa Grande de Guerrero, se piensa que fue parte de la Conquista a Tenochtitlán junto a Cortés.

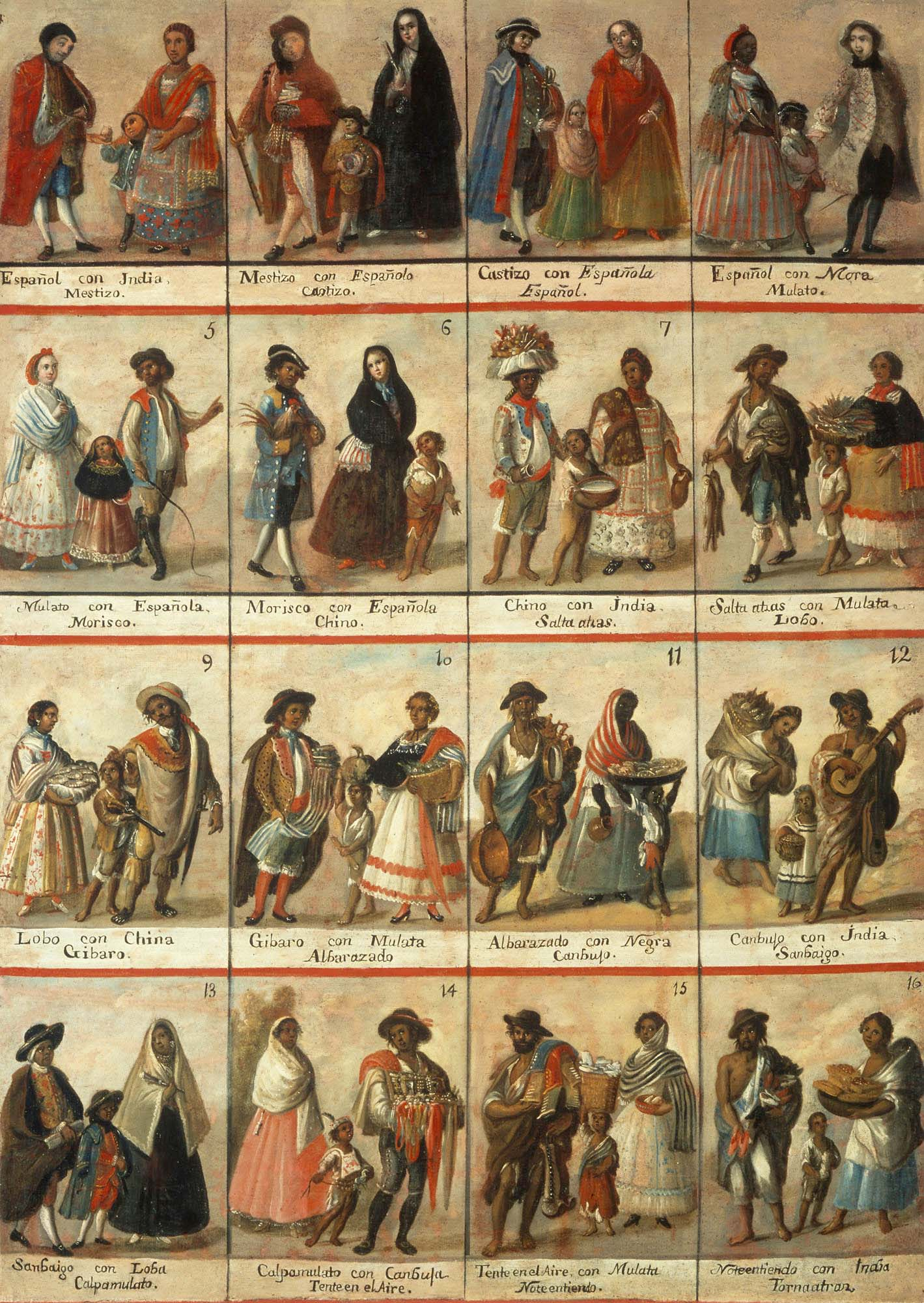
Pintura de castas

Fue en 1527 cuando se tiene el primer reporte en Guerrero sobre la compra realizada por un hombre llamado Francisco Rodríguez de un adolescente negro llamado Juan José de 16 años que fue comprado por $100.00 oro en Zacatula, municipio de La Unión de Isidoro Montes de Oca. En 1540 Hernán Cortés era dueño de 60 esclavos negros y tiempo después llegó a tener hasta 150 personas en condición de esclavitud. En ese mismo año, Peter Boyd-Newman realizó una lista de nacionalidades de 124 personas africanas vendidas en Puebla de 1540 a 1556, estas nacionalidades eran biafra, bran (de la región actual de Guinea-Bisáu), wolof, zape o çape (de la región de Sierra Leona), banyun, berbesi (de la zona del actual Senegal), mandinga, guinea, bolamon, gio (de la zona de la actual Liberia), agbenyau, Sao Tomé, Angola, manicongo, terra nova, canicu y moronda. Boyd-Newman reporta que en esos años los 1000 esclavos vendidos en Puebla eran provenientes de la región de Senegambia, 4 de la región del Congo, siete de la región de la Costa de Oro, actual Ghana, y uno no identificado.
En 1524 se reporta la construcción del oratorio franciscano en la Isla de San Juan de Ulúa por parte de mano de obra esclava proveniente de Guinea (denominación del momento para los esclavos de la región del río Senegal y Sierra Leona). En 1526 tuvo lugar una rebelión de personas esclavizadas de la etnia wolof, causando daños graves a la isla.
Esa inmigración fue pequeña comparada con las oleadas posteriores. La gran mayoría de los grupos africanos llegaron a partir de 1580, cuando los portugueses se hicieron cargo de la trata de esclavos llevados a trabajar en las haciendas de los españoles en la Nueva España. A varios de ellos les fue asignada la posición de capataces, encargados de vigilar el trabajo que hacían los esclavizados, la mano de obra indígena y otros afrodescendientes libres.
Aun cuando el Puerto de Veracruz era la única entrada legal en el virreinato de la Nueva España para la entrada de esclavos provenientes de África, se reporta en el año 1600 que Acapulco era una entrada informal de esclavos, en ese mismo año habían entrado 200 esclavos negros y para 1743 existían 578 familias de mulatos libres en Acapulco.
Durante finales del siglo XVI e inicios del XVII, la centralidad de ciudades mineras como Taxco, Guerrero tuvo como consecuencia el transporte forzado de muchos esclavos negros a esa ciudad, en donde durante ese periodo de tiempo la composición de población afrodescendiente era el 70 % de toda la población, sin embargo la despoblación de la comunidad negra en Taxco se debió a los intentos del virrey de apoderarse de los esclavos que "no tenían amo" en esa ciudad, por lo que muchos de ellos escaparon en condiciones de negros libres (cimarrones) hacia la Costa Chica de Guerrero y Oaxaca. En el siglo XVII la mayoría de los esclavos africanos provenían del Congo y Angola, por lo que la mayoría eran hablantes de lenguas bantúes.
La participación de afrodescendientes en las milicia novohispana fue alta, en muchos casos de mayor cantidad numérica respecto a los no-negros, en Acapulco llegaron como parte de las milicias 72 hombres afrodescendientes, 473 en Tlapa, 852 en Iguala, 420 en Ometepec.
Durante el periodo 1595 a 1640 fueron llevados a la Nueva España en condición de esclavitud 88 383 personas provenientes de diferentes regiones de África, siendo dos tercios hombres y un tercio mujeres. Según Patrick Carroll un promedio de 2000 esclavos africanos fueron llevados a la región del Valle de México durante esos mismos años.
Peter Gerhard se refiere a la población de Veracruz en 1599-1600 como predominantemente negra. Díaz de la Calle da un número aproximada de 5000 negros y afrodescendientes en Veracruz en el siglo XVII, mientras que la población indígena había sido diezmada.

### Demografía en el Virreinato
Según Latorre, citado por Aguirre Beltrán en su estudio etnohistórico, para 1570 había un total de 18 569 esclavos, de los cuales 10 595 estaban en la Ciudad de México. Otras cifras dadas por Gonzalo Aguirre Beltrán en 1646 aseguran que eran 25 089 en todo el país y 19 441 de ellos estaban en la Ciudad de México. El número de esclavos se multiplicó con rapidez.
En el momento de independizarse, el país tenía cerca de 6 millones de habitantes, aunque se redujo a 5 millones tras las guerras de independencia (1808-1822). La población en ese momento se componía de un millón de blancos, 1.3 millón de mestizos, zambos y mulatos (castas propias de la Nueva España) y 3.6 millones de indígenas.

#### Africanos y afromestizos en censos de la Nueva España
| Casta        | Habitantes (1793) | Porcentaje % (1793) | Habitantes (1810) | Porcentaje % (1810) |
| ------------ | ----------------- | ------------------- | ----------------- | ------------------- |
| Europeos     | 7,904             | 0.2                 | 18,000            | 0.2                 |
| Africanos    | 6,100             | 0.1                 | 10,000            | 0.1                 |
| Indígenas    | 2,319,741         | 61.0                | 3,676,281         | 60.0                |
| Euromestizos | 677,458           | 17.8                | 1,092,367         | 17.9                |
| Afromestizos | 369,790           | 9.6                 | 624,461           | 10.1                |
| Indomestizos | 418,568           | 11.2                | 704,245           | 11.5                |
| Total        | 3,799,561         | 100.0               | 6,122,354         | 100.0               |

### Creación de comunidades de negros cimarrones
A inicios del siglo XVII, existieron levantamientos de cimarrones, uno de los más conocidos es Nyanga (también llamado Yanga) en el municipio de Yanga, Veracruz.
Durante el inicio del siglo XVII, muchas de las comunidades afrodescendientes en la Costa Chica fueran creadas a través de la migración que efectuaron los esclavos negros que fueron categorizados como en "estado de abandono" de sus antiguos dueños en Taxco, esta migración se realizó cuando el Virrey de la época quiso tomar control de la propiedad de ellos y optaron por escapar antes de que esa apropiación sucediera. Se tiene registro que el Virrey español de ese momento sólo logró su objetivo con 17 personas en condición de esclavitud. Sin embargo, desde el año 1570 ya había poblaciones de negros libres en la Costa Chica de Guerrero y Acapulco de personas que huían de los duros trabajos de las plantaciones de caña en las Haciendas.

A inicios del siglo XIX la Provincia de Acapulco (que comprendía de Acapulco, parte de la Costa Chica de Guerrero y parte de la Costa Grande) tenía 5452 habitantes afrodescendientes, muchos de ellos se encontraban en condiciones de esclavitud, mientras que otros eran libres a través de la muerte de su amo o por rebelión. La población de negros libres en Acapulco era grande, como lo constata una carta del virrey Luis de Velasco (hijo) en 1606:
"A la costa del mar del Sur, cerca del puerto de Acapulco, hay otras tres rancherías… de negros alzados que dicen serán más de 300 de donde salen hacer robos (en los caminos) de recuas que llevan y vienen a la descarga de las naos de Filipinas"

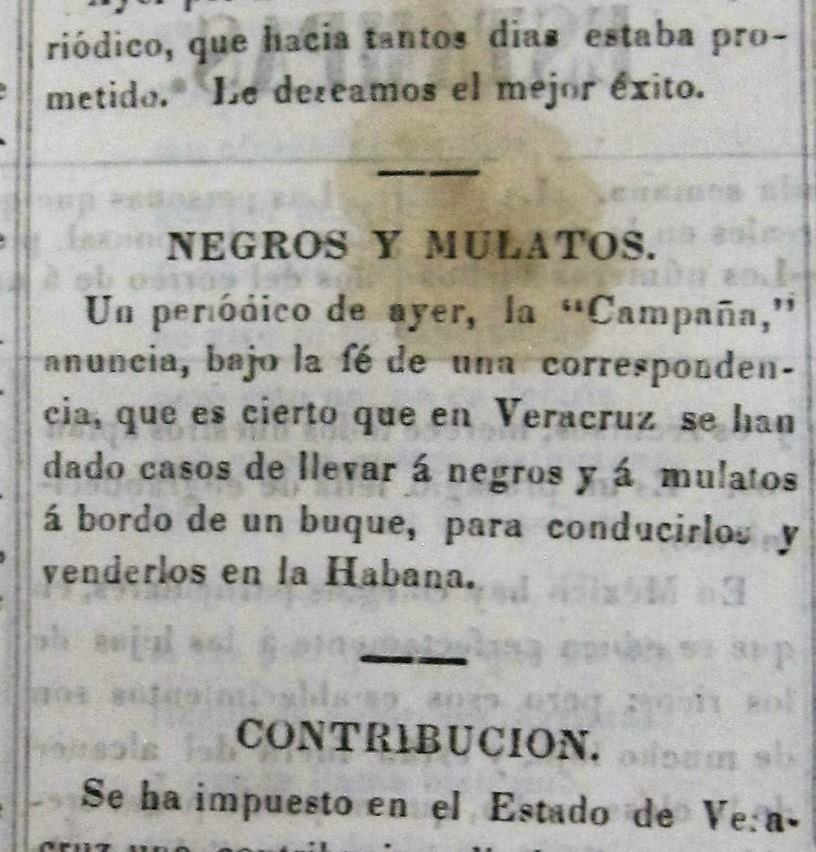
En 1862, después de la abolición de la esclavitud en México, el periódico "La Orquesta" reportaba la venta ilegal de afromexicanos en Cuba desde Veracruz durante la presidencia de Benito Juárez.

En la parte de la Costa Chica de Oaxaca, la población negra llegó por la vía Veracruz–Puebla–Oaxaca, en donde fueron asentados primeramente en Pinotepa Nacional y los Cortijos con fines labores, en el cuidado del ganado, la pesca y la búsqueda de minerales valiosos. Fue en el siglo XVI cuando Huatulco se convirtió en un puerto de entrada de contrabando y conocido por su población de negros libres (cimarrones).
En el actual municipio de San Juan Bautista Tuxtepec, en Oaxaca, se encuentra asentado el pueblo de Santa María de Guadalupe de los negros de Amapa. Fue fundado en 1769 a petición del capitán de lanceros, el negro Fernando Manuel quien, junto con otros 52 cimarrones evadidos de los trapiches cordobeses de Cacahuatal San Antonio, se asentó en un paraje cercano conocido como Refugio y Mandinga. Ricardo Flores Magón, en una carta dirigida a su hermano Enrique, da cuenta de que, a finales del siglo XIX, dichos negros bailaban el huapango zapateado en tarimas. Años antes, el jefe político de Tuxtepec, de apellido Medina, informa al gobernador la manera en que los mulatos de Tuxtepec celebran el huapango, el tipo de ropas que visten, así como la manera en que bailan y tocan los sones jarochos.
En 1852, un grupo de semínolas negros se estableció en el norte de Coahuila. Este grupo constituía una etnia birracial conformada por el mestizaje de indígenas de la Nación Creek y esclavos cimarrones, que escaparon de las plantaciones de Georgia y Carolina del Sur, en los Estados Unidos, hacia la Florida española y el norte de México. Sus descendientes actuales, llamados mascogos, habitan en la comunidad de El Nacimiento de los Negros, en el Municipio de Múzquiz, en donde algunos ancianos aún hablan el criollo afroseminol y mantienen algunos elementos de su identidad cultural.  

### Abolición de la esclavitud en México
Durante la lucha por la Independencia en 1810, se formaron ejércitos compuestos de diversas castas. Tanto Miguel Hidalgo así como José María Morelos fueron de los primeros libertadores en decretar la abolición de la esclavitud en territorio mexicano y, de manera más amplia, de los primeros en abolir la esclavitud en todo el continente americano. Al término de la dominación colonial, los afrodescendientes componían en 11 % de la población nacional.
En 1965, la revista estadounidense Negro Digest, después llamada Black World, publicó un artículo de Jim Tuck dedicados a los afromexicanos. En este número Jim Tuck hace una investigación durante su estancia en Acapulco y la Costa Chica identificando diferentes comunidades negras en México, de acuerdo a su investigación la población negra permaneció sin ser molestada en la región de la Costa Chica de Guerrero después de la abolición de la esclavitud durante la independencia de México, sin embargo a finales del siglo XIX un hombre germano-estadounidense llamado Johann Schmidt, quien se llamó a sí mismo en la zona como Don Juan Smith, persona que creó asentamientos para las poblaciones negras que estarían bajo su mando, Tuck señala que rigió el área de forma despótica hasta su derogación debido a la revolución mexicana de 1910.

### Afrodescendientes en el periodo revolucionario
La Revolución mexicana y a mediados del siglo XX, la inundación de las presas actuales, terminaron un proceso de diseminación de la negritud a lo largo y ancho de los municipios que integran la cuenca del Papaloapan oaxaqueño y veracruzano. Hasta la fecha se cuenta con una fuerte presencia negra difuminada y extraterritorial, cuya expresión concreta es la cultura jarocha. Ver Adriana Naveda "De San Lorenzo de los negros a los morenos de Amapa". IIHS-UV Gonzalo Aguirre Beltrán relata, en su Estudio Etnohistórico de la Población Negra en México, que el mestizaje ha diluido, casi por completo, las diferencias que originalmente había entre razas, excepto en algunos lugares de Refugio, especialmente las regiones costeras del océano Pacífico. En la Costa Chica todavía se encuentran pueblos negros que se distinguen claramente de los vecinos por sus rasgos culturales, que no son del todo contemporáneos. Aún puede notarse en estas poblaciones un toque colonial y conservan parte de su identidad.

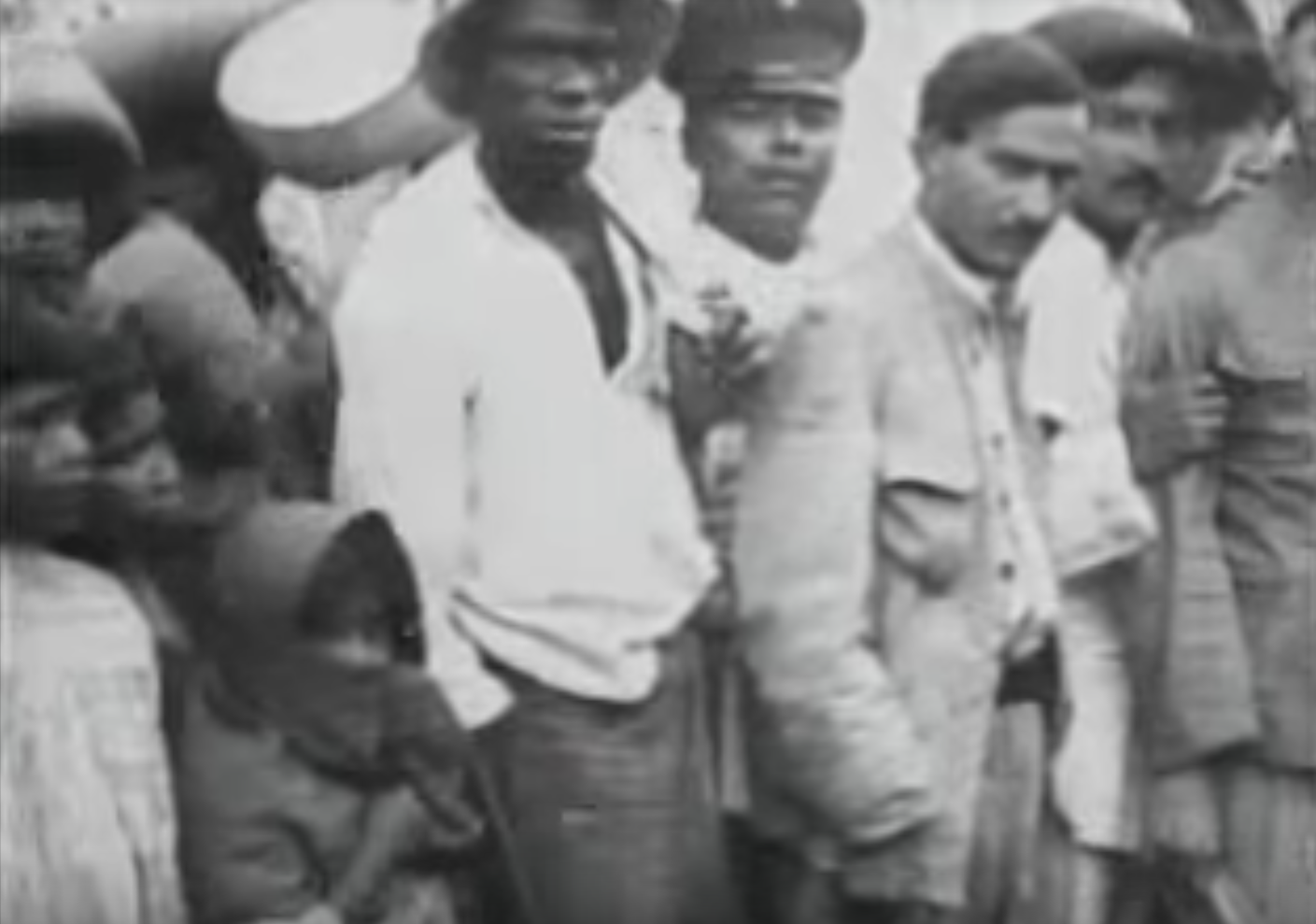
Primer afromexicano en la historia de la filmografía mexicana junto al cadáver de Emiliano Zapata, Cuautla 1919

Se destaca la participación y presencia de personas afromexicanas particularmente en el movimiento agrarista de Emiliano Zapata, Lamberto Popoca y Palacios escribiría "¿Y por qué, Emiliano Zapata, si al principio de la pasada revolución se lanzó a la lucha por defender el establecimiento de un gobierno democrático, por qué permite, por qué acepta, que hordas desenfrenadas de salvajes, tomen su nombre para mancharlo con las más viles infamias de cafres?”, en reiteradas ocasiones se refirió a los zapatistas como "cafres salvajes", por su parte Andrés Molina Enríquez, destacado ideólogo agrarista, describe a Emiliano Zapata como "Mestizo triple, porque tenía un quince por ciento de sangre negra: de escasa instrucción, pero de gran sensibilidad, era serio y reflexivo"". John Womack Jr. declara
"La enorme población negra de México se fundió hasta diluirse, promiscua y libremente, en los bajos estratos de lo que Molina Enríquez llamó el “mercado de la carne” de los siglos XVIII y XIX. Esa población persiste como tal en el México de hoy en algunas zonas de refugio, como las llamó Gonzalo Aguirre Beltrán, algunos pueblos negros de Guerrero y Veracruz, y en todas las variantes de la “morenidad mexicana”, el color de la inclasificable “raza de bronce clang clang” de que se burlaba en los 80 Carlos Monsiváis, prototipo por excelencia de este plurimestizaje.".
Hay presencia de personas afrodescendientes en el Ejército libertador del sur, sin embargo los procesos de homogeneización e invisibilización étnica en Morelos ocultan esta participación, una de las figuras más importantes es Amalia Robles coronela del ejércitto libertador a quien se le identifica como afromexicana, probable inspiración de la película La Negra Angustias de Matilde Landeta, finalmente el primer video de una persona afromexicana es tomado durante el funeral de Emiliano Zapata, en Cuautla, en 1919.

## La construcción identitaria
En su libro La población negra en México. Estudio etnohistórico Aguirre Beltrán defiende el argumento de que el origen de la población negra en México fue diverso, pero al igual que la de los grupos indígenas, esa diversidad pretendió ser homologada por las políticas del Estado mexicano, en un intento de construir una identificación cultural única. A pesar de su número y de su importancia en la historia de México, la presencia de la población de descendientes de origen africano en México es ignorada por la mayoría de los mexicanos aún hoy.
Hernández-Díaz indica sobre los mismos que: "es fácil afirmar que en México existe un grupo de personas que son descendientes de las poblaciones que fueron traídas del continente africano o de otras partes del llamado Viejo Mundo, lo que es complicado es su identificación, no es posible afirmar con certeza quiénes son y dónde están."
Actualmente, aun cuando existen algunos cambios, lo relacionado con lo negro es extrajerizante en el imaginario social hegemónico en México, debido a la preponderancia del indigenismo y el mestizaje como ideologías que constituyeron la formación nacionalista mexicana, por lo que la mayoría de las personas que reconocen la aportación y presencia de los negros en México son originarios de las zonas que históricamente han tenido presencia afrodescendiente.

### La identidad afromexicana de la Costa Chica de Guerrero y Oaxaca
En la costa, la pertenencia a la cultura afrodescendiente se explica por un conjunto de elementos que van mucho más allá del color de la piel. Ser negro significa muchas cosas. En un primer acercamiento puede decirse que existen, al menos, tres factores que identifican a una persona como negra: el color de la piel, la textura del cabello y el lugar de nacimiento (haber nacido en un pueblo considerado negro). Pero en realidad, una persona no necesita tener la piel oscura, el cabello ensortijado ni ser de un pueblo negro para ser considerado negro. Es la interacción entre los factores que determinan a un negro y, usualmente, se requiere que dos de esos tres factores estén presentes para reconocer a la persona como negra o bien el reconocimiento de aquellos que forman parte de esta comunidad. En algunas zonas de la Costa Chica, la denominación popular para los afromexicanos es a través de la palabra cuculuste, una palabra de origen indígena para denominar al cabello chino y crespo.

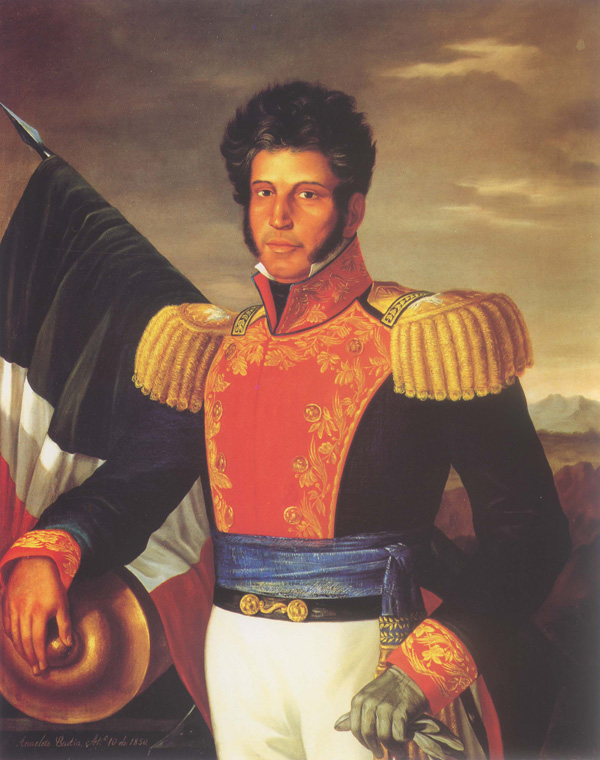
Vicente Guerrero, primer presidente afromexicano en 1829

Además de los factores arriba señalados, también existen características que en esta zona son adjudicadas de forma particular a los negros. Algunas de esas peculiaridades están asociadas a las ocupaciones de la población negra. Algunos trabajos, que contribuyen a la economía de la región, son específicamente ejercidos o realizados por los negros. Por ejemplo, se considera que la pesca es una actividad donde se emplean los habitantes de los pueblos costeños; otra actividad es la recolección de copra o el trabajo en las haciendas ganaderas, especialmente en las actividades relacionadas con la producción de leche y de queso. Aunque muchos de los habitantes de la Costa considerados o autodefinidos como negros se hacen cargo de esos sectores de la economía, no necesariamente son exclusivos de ellos y viceversa.
Los integrantes de los pueblos negros también se distinguen por los apellidos que acompañan sus nombres, lo que da lugar a una estrecha red de relaciones que se manifiestan en actividades recreativas, visitas mutuas, con los que actualizan los vínculos que dan sustento a su identidad y mediante los cuales adquieren un pleno conocimiento de los hechos que suceden en cada pueblo.
En Oaxaca, se encuentran afrodescendientes en los distritos de Jamiltepec, Juquila, Pochutla, Juchitán, Tuxtepec Loma Bonita, Acatlán, Cosolapa y Cuicatlán. Los municipios de mayor presencia de afrodescendientes son: San José, Estancia Grande, Santo Domingo Armenta, San Juan Bautista Lo de Soto, Santa María Cortijos, Santiago Tapextla, Santiago Jamiltepec, Santa María Huazolotitlán, San Andrés, Huaxpaltepec, Santiago Tututepec y Pinotepa Nacional.
Algunos de los pueblos más reconocidos con población de afrodescendientes en la Costa Chica son: Chicometepec, Cuajinicuilapa, El Cerro de la Esperanza (Cerro del Chivo), José María Morelos (Antes Poza Verde), Paso del Jiote del Municipio de Huazolotitlán, Llano Grande (La Banda), Rancho Nuevo, Santa María Cortijo, Collantes, San Juan Lo Soto (Oaxaca), El Ciruelo, Minitán y Corralero, en el municipio de Pinotepa.

### Población afromexicana en Veracruz
Al igual que la Costa Chica, el estado de Veracruz tiene una serie de pueblos negros, notablemente los pueblos con nombres africanos como Matamba, Mozambique y Mozomboa, así como Chacalapa, Coyolillo, Yanga y Tamiahua. El pueblo Coyolillo, municipio de Actopan, organiza un Carnaval anual con danza afro-caribeña y otros elementos africanos, dicho festival tiene más de 150 años y fue creado por afrodescendientes en condición de esclavitud.
El fenómeno de los fugitivos y las rebeliones de esclavos comenzó temprano en Veracruz, con muchos escapando a las áreas montañosas en el oeste del estado, cerca de Orizaba y la frontera con Puebla. Aquí los grupos de esclavos cimarrones establecieron comunidades desafiantes llamadas "palenques" para resistir a las autoridades españolas. El Palenque más importante fue establecido en 1570 por Gaspar Yanga y estuvo en contra de los españoles durante unos cuarenta años hasta que los españoles se vieron obligados a reconocerlo como una comunidad libre en 1609, con el nombre de San Lorenzo de los Negros. Se renombró Yanga en 1932. Yanga fue el primer municipio de esclavos liberados en las Américas. Sin embargo, la ciudad propiamente dicha no tiene casi ningún pueblo de evidente herencia africana. Estos viven en las comunidades más pequeñas y rurales.

### Población afromexicana en Morelos
En el estado de Morelos la población afromexicana ha sido víctima del mismo proceso de invisibilización, la primera entrada masiva de personas esclavizadas a México, se dio en 1544, Carlos Lavín relata que las personas se destinaron al ingenio de Tlaltenango y otras haciendas de Cortés en Cuernavaca como la ganadera de Tlaltizapan, otras trigueras como las de Tejalpa y Yautepec,en distintos municipios del estado podemos ver presencia de personas africanas, pero sobre todo afrodescendientes, Miacatlán, Cuautla, Temixco y Xochitepec.

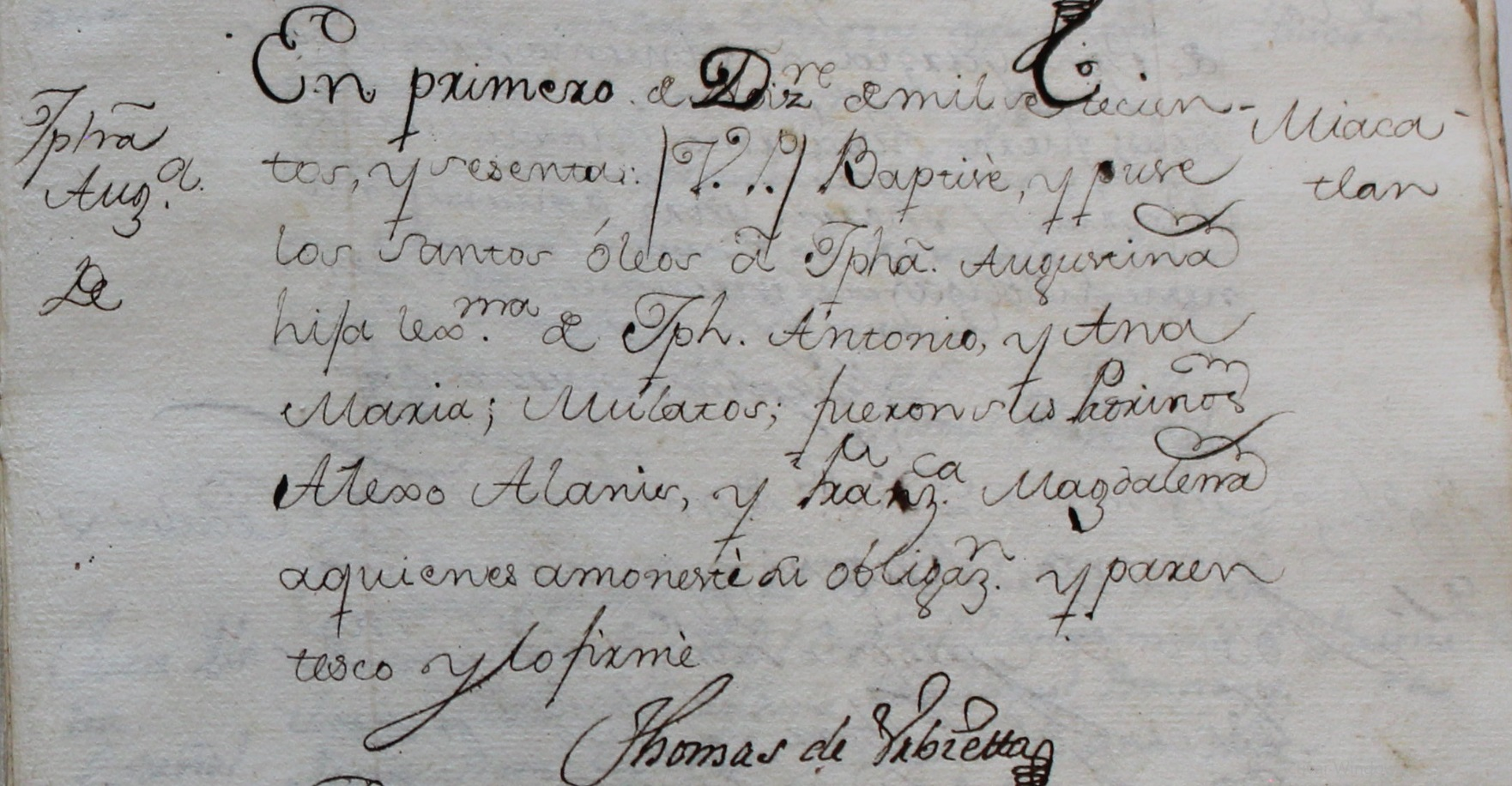
Acta de bautizo de Josepha Augustina, nacida el 1 de diciembre de 1760, en Miacatlán, Morelos, hija de Joseph Antonio y Ana María, mulatos

La principal actividad en la que se empleó mano de obra africana esclavizada en Morelos fue la siembra de caña y la producción de azúcar, prácticamente en cada hacienda cañera del estado se registra la presencia de personas africanas y afrodescendientes esclavizadas, por otro lado hay menciones frecuentes de rebeliones y presencia de cimarronaje en Morelos desde los primeros años en la época colonial, en 1663 "Domingo Luis dueño del ingenio de hacer azúcar en el valle de Yautepeque use la comisión que tiene de los señores de la Real sala del crimen y del conde de Salvatierra, para que pueda entrar a las partes de Texalpa y de Chicubite y prender a los negros y mulatos cimarrones y demás personas que sean malhechores", por otro lado las haciendas de Santa Bárbara Calderón y Temixco registraron serias revueltas en los años de 1728 y 1755, en el caso de Temixco "El alcalde mayor de Cuernavaca, que llegó a la hacienda para poner orden, fue aprehendido y asesinado. El levantamiento fue de tal dimensión que no lo pudieron someter los 50 hombres que acudieron para tratar de rescatar al alcalde; los negros los atacaron tan violentamente que tuvieron que replegarse, con sus muchos heridos."
Desde los primeros años de la colonia la población africana en Morelos tendió a decrecer, sin embargo la población afromestiza, o de castas con elementos genéticos africanos fue en aumento durante la época colonial, en Cuautla el censo poblacional de 1793 identifica a 5 215, pardos, en contraposición con los 1 324 españoles, 462 Castizos y 1 539 mestizos en la ciudad.

Luego de la Independencia, los registros por etnicidad son más escasos, invisibilizando efectivamente a la población afrodescendiente de los registros en Morelos, sin embargo actualmente hay un resurgimiento de los estudios sobre afrodescendencia en Morelos, se están rescatando los trabajos de investigadoras como Brígida Von Mentz  y Gisela Von Wobeser, John Womack Jr, en su más reciente edición de Zapata y la Revolución Mexicana destaca:
"Desde los cimarrones, emigrantes y refugiados que salieron de los valles de Cuautla, Yautepec y Tetecala para hacerse de un lugar a lo largo del Balsas, hasta los pintos de la Costa Grande que siguieron al mulato José María Morelos y luego al mulato Vicente Guerrero durante la guerra de Independencia, y más adelante a Juan Álvarez en contra de los hacendados azucareros de Morelos, y luego los vengadores de Chiconcuac San Vicente en 1856, pasando por sus nietos, hasta llegar a las fuerzas revolucionarias de Tlaltizapán y Tlaquiltenango en 1911, todos estos mestizo-mulato-moreno-pardo-chino-zam- bahigo-zambo-cafres fueron el auténtico núcleo y la fuerza viva de la desafiante, expansiva y explosiva rebeldía específicamente sureña
Actualmente la población afromexicana en Morelos asciende a 38,331 personas, sin embargo se estima que son más, parte del activismo afromexicano morelense trabaja a nivel comunitario para promover el reconocimiento de las personas afrodescendientes en el estado.

### Construcción de la identidad
Los pueblos afromexicanos forman parte de una etnia olvidada, que poco a poco se vuelve más globalizada y sus orígenes se han ido difuminando hasta perderse. Como es natural, los grupos étnicos empezaron a mezclarse. Los negros adquirieron el título de mestizos, al igual que la mayor parte de la población. Hoy en día, los indígenas son considerados los únicos que se aislaron para preservar sus tradiciones y su cultura. “Los afromexicanos descendentes de los esclavos coloniales se deslizaron más hacia la oscuridad y se desvanecieron en la memoria histórica. Sin embargo, esto no significó su desaparición total, ya que comunidades tradicionales de afromexicanos establecidas a lo largo de la costa del Pacífico, como Valerio Trujano, Cuajinicuilapa, El Ciruelo y Corralero, prosperaron durante la Revolución y existen hasta nuestros días”.

### Racismo en México

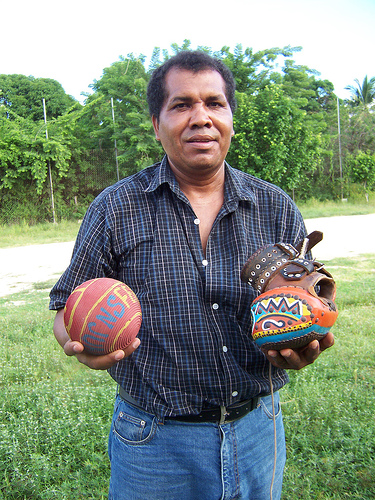
Hombre afromestizo de la costa oaxaqueña.

Por varias décadas, durante el siglo XX, en México se fomentó la idea de unidad cultural, étnica y racial. Los gobiernos postrevolucionarios se dieron a la tarea de aplicar políticas públicas para propagar la idea de que toda la población era “mestiza”. Así, tanto los grupos indígenas como los afrodescendientes fueron, y continúan siendo, ignorados por el gobierno y discriminados por otros sectores de la población. La población negra de México y sus condiciones hasta hace muy poco tiempo fueron casi invisibles para otros mexicanos.
No fue sino después de 1969, tras varios estudios etnohistóricos, que los negros fueron recordados. A pesar de los esfuerzos de los investigadores por volver a la etnia negra una etnia reconocida, esto no sucedió y los negros fueron olvidados nuevamente. Los negros no son considerados una etnia, si bien no reciben los beneficios de ser llamados así, sí reciben la negatividad social y rechazo que caracteriza a los grupos étnicos, es decir, están excluidos de la ciudadanía plena, son marginados económicamente y segregados en forma espacial. “La cultura y la etnicidad giran en torno a lo indígena, y dichas visiones han excluido a los negros de estas realidades. La negritud no se considera un tema relacionado con la cultura, el desarrollo étnico o la etnicidad en general”. Bobby Vaughn refleja, a lo largo de su libro Afroméxico, la inconformidad que tiene con la falta de una etnia negra. Este investigador estadounidense vivió en la Costa Chica aproximadamente diez años, a través de los cuales logró identificar la falta de una unidad entre la población negra y el rechazo que tienen a su color de piel. Un ejemplo palpable de lo antes dicho es el de un gobernador oaxaqueño que, en 1958, mandó retirar las tarimas de los atrios parroquiales de la cuenca del Papaloapan para que no se bailaran sones jarochos. Asimismo, mandó que se retiraran los jarochos de la Guelaguetza y, en su lugar, asistiera una delegación indígena. Para tal propósito envió una partitura (la tonalteca) y encargó a la jarocha cuenqueña Paulina Solís que elaborara una coreografía y que inventara un huipil representativo, surgiendo así la tan gustada y celebrada danza folclórica Flor de Piña, bailada en la actualidad precisamente por jarochas con huipil.
Pareciera que los negros son reconocidos como un grupo étnico por intervalos de tiempo y espacio. Los negros siguen siendo excluidos de una u otra forma. Los héroes de piel oscura los hemos representado como morenos y llamado mestizos, dejando su identidad de lado e imponiéndoles una identidad mestiza destinada a la globalización. Y además no cuentan con las características necesarias para ser considerados una etnia, como lo son el idioma y el vestido. Ellos visten como los mestizos y hablan español, como los mestizos, así que para el mundo son mestizos. Sus raíces quedan fuera, dejándolos sin memoria cultural de su origen. Frente a esa idea, en las últimas décadas se ha observado la organización de afrodescendientes quienes se han movilizado para defender sus intereses asociándolos a uno o a varios aspectos de su cultura.
Bobby Vaughn afirma en su libro Afroméxico, que los negros de la Costa Chica no solamente son un pueblo olvidado, tampoco se sabe mucho de su historia y la misma gente que vive ahí conoce poco de sus orígenes y otros tantos no saben nada.

## Afromexicanos por Estado
| Estado               | % Afromexicanos | Población Afromexicana | % Parcial Afromexicanos | % Total Afrodescendientes | Total Afrodescendientes |
| -------------------- | --------------- | ---------------------- | ----------------------- | ------------------------- | ----------------------- |
| México               | 1.16%           | 1 386 556              | 0.5%                    | 1.66%                     | 2 984 210               |
| Aguascalientes       | 0.05%           | 656                    | 0.35%                   | 0.4%                      | 5 250                   |
| Baja California      | 0.22%           | 7 294                  | 0.31%                   | 0.53%                     | 17 573                  |
| Baja California Sur  | 1.55%           | 11 036                 | 0.72%                   | 2.27%                     | 16 163                  |
| Campeche             | 0.39%           | 3 509                  | 0.76%                   | 1.15%                     | 10 349                  |
| Coahuila             | 0.09%           | 2 659                  | 0.28%                   | 0.37%                     | 10 933                  |
| Colima               | 0.11%           | 782                    | 0.47%                   | 0.58%                     | 4 125                   |
| Chiapas              | 0.08%           | 4 174                  | 0.33%                   | 0.41%                     | 24 309                  |
| Chihuahua            | 0.08%           | 2 845                  | 0.25%                   | 0.33%                     | 11 734                  |
| Durango              | 0.01%           | 175                    | 0.64%                   | 0.65%                     | 11 405                  |
| Guanajuato           | 0.03%           | 1 756                  | 0.31%                   | 0.34%                     | 19 902                  |
| Guerrero             | 6.5%            | 229 661                | 1.11%                   | 7.61%                     | 268 880                 |
| Hidalgo              | 0.07%           | 2 000                  | 0.54%                   | 0.61%                     | 17 435                  |
| Jalisco              | 0.78%           | 61 189                 | 0.35%                   | 1.13%                     | 88 646                  |
| Estado de México     | 1.88%           | 304 327                | 0.45%                   | 2.33%                     | 377 171                 |
| Ciudad de México     | 1.8%            | 160 535                | 0.53%                   | 2.33%                     | 207 804                 |
| Michoacán            | 0.08%           | 3667                   | 0.51%                   | 0.59%                     | 27 048                  |
| Morelos              | 0.42%           | 7996                   | 0.49%                   | 0.91%                     | 17 324                  |
| Nayarit              | 0.06%           | 708                    | 0.24%                   | 0.30%                     | 3543                    |
| Nuevo León           | 1.49%           | 76 280                 | 0.36%                   | 1.85%                     | 94 710                  |
| Oaxaca               | 4.95%           | 196 410                | 0.94%                   | 5.89%                     | 233 708                 |
| Puebla               | 0.12%           | 7402                   | 0.47%                   | 0.59%                     | 36 396                  |
| Querétaro            | 0.12%           | 2 446                  | 0.38%                   | 0.50%                     | 10 191                  |
| Quintana Roo         | 0.56%           | 8 408                  | 0.71%                   | 1.27%                     | 19 069                  |
| San Luis Potosí      | 0.04%           | 1 087                  | 0.51%                   | 0.55%                     | 14 948                  |
| Sinaloa              | 0.04%           | 1 186                  | 0.24%                   | 0.28%                     | 8 305                   |
| Sonora               | 0.06%           | 1 710                  | 0.30%                   | 0.36%                     | 10 261                  |
| Tabasco              | 0.11%           | 2 634                  | 0.92%                   | 1.03%                     | 24 671                  |
| Tamaulipas           | 0.29%           | 9 980                  | 0.36%                   | 0.65%                     | 22 371                  |
| Tlaxcala             | 0.06%           | 763                    | 0.44%                   | 0.50%                     | 6 364                   |
| Veracruz             | 3.28%           | 266 090                | 0.79%                   | 4.07%                     | 330 178                 |
| Yucatán              | 0.12%           | 2 516                  | 0.89%                   | 1.01%                     | 21 181                  |
| Zacatecas            | 0.02%           | 315                    | 0.32%                   | 0.34%                     | 5 369                   |
| Fuente: INEGI (2015) |                 |                        |                         |                           |                         |

## Situación sociodemográfica

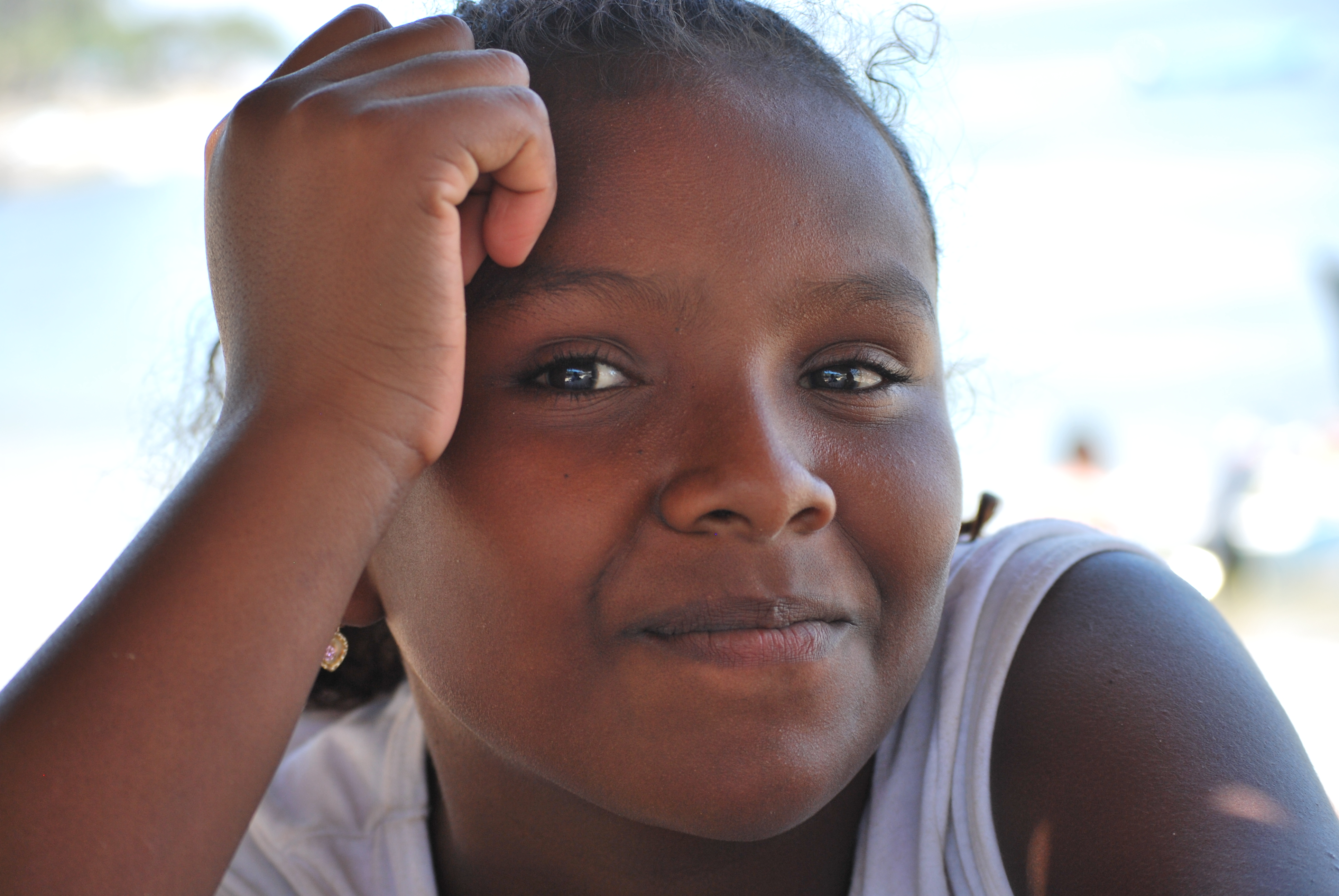
Chica de Punta Maldonado, Guerrero.

La población afrodescendiente de la costa oaxaqueña se concentra en el distrito de Jamiltepec y en los municipios de San José Estancia Grande, Santa María Cortijo, San Juan Bautista Lo de Soto, Santiago Tapextla, Santo Domingo Armenta, Mártires de Tacubaya, Santiago Llano Grande, Santiago Tetepec, San Andrés Huaxpaltepec, Santa María Huazolotitlán, Santiago Jamiltepec y Santiago Pinotepa Nacional. En este conjunto de municipios, de acuerdo con el antropólogo Pedro Martínez, por lo menos un tercio de su población son afrodescendientes y comparten el territorio con pueblos indígenas y mestizos. Del lado de la costa de Guerrero se encuentra Cuajinicuilapa, lugar al que se le conoce como la capital de los negros de México por ser la ciudad de ascendencia afro más grande y desarrollada de la región. En este lugar se encuentra el primer museo dedicado a las culturas afromestizas. Dentro de la región costa chica de Guerrero se encuentran también municipios como Marquelia, Cruz Grande, Juchitán, Azoyu, Copala, San Marcos, Cuautepec .
De acuerdo con los datos más recientes (2005), dichos municipios tienen una población de 96,470 personas (52% mujeres y 48% hombres), que representa el 20% de la población total de la costa.
Así pues, observando las características de algunos grupos de edades importantes, se observa que el 36% de la población total es menor de 15 años, el 58% se encuentra en edad laboral y el 56.8% de las mujeres se encuentran en edad reproductiva, es decir, entre 12 y 49 años.
Cabe destacar que la mayoría de la población vive en localidades rurales; es decir, en poblaciones con menos de 2,500 habitantes, lo cual muchas veces ha sido sinónimo de vulnerabilidad, aislamiento o exclusión de los programas institucionales. Más aún, considerando datos del 2005, la zona presenta importantes rezagos en la salud reproductiva, como el fallecimiento de 28 a 42 niños menores de un año por cada mil nacidos vivos, que rebasa en mucho a los 13.8 decesos de infantes ocurridos en la Ciudad de México.
Adicionalmente, la región donde viven los afrodescendientes presenta todavía, a pesar de haber estado disminuyendo en los últimos años, altas tasas de fecundidad. Un ejemplo es la población de Santiago Jamiltepec, donde la tasa es de 5.3 hijos nacidos vivos por mujer, condición que se manifiesta en la zona con el nacimiento de hasta 24,7 niños por cada mil habitantes. Ello puede deberse a la falta de acceso a los sistemas de planificación familiar o a la presencia de un clima social y cultural que impide la toma de decisiones sobre la sexualidad y reproducción, en especial de las mujeres. Esta condición, aunada a otros factores como la falta de atención obstétrica de calidad o la poca participación de los hombres en el cuidado del embarazo, en ocasiones puede redundar en altos índices de muertes maternas, como el alcanzado durante varios años en Santiago Pinotepa Nacional y Santiago Jamiltepec.
En cuanto a la fecundidad adolescente, es decir, en mujeres de 15 a 19 años, puede observarse esta influencia que implica riesgos en la salud de la madre y su descendencia, además del aumento de posibles limitaciones en el curso de vida de los jóvenes. En la región se observan los mayores porcentajes de mujeres con hijos en este rango de edad en los municipios de Santiago Jamiltepec (9.6%), Mártires de Tacubaya (4.4%), Santiago Pinotepa Nacional (4.2%), San José Estancia Grande (4%), Santa María Cortijo (3.4%) y Santiago Tapextla (3.3%).
A su vez, la población vive con niveles de marginación que oscilan entre altos y muy altos, destacándose entre sus indicadores la baja concentración territorial de la población, la reducida percepción salarial (en promedio el 78.6% de la población sólo tiene ingresos de hasta 2 salarios mínimos), el hacinamiento o concentración de más de dos personas en una habitación (característica de casi el 55% de las viviendas) y la población sin primaria completa, que en promedio presenta el 46.3% de la población de estos municipios.
Por lo tanto, como en gran parte de las comunidades donde la marginación y la vulnerabilidad social son intensas, se observa una alta dependencia económica en la mayoría de estos municipios, llegándose a superar la tasa de 71 dependientes por cada 100 personas activas. Todo esto se traduce en la necesidad de un mayor esfuerzo laboral de las personas en las comunidades, ya sea incrementando sus jornadas, su número de trabajos, etcétera, para sostener económicamente a sus familiares, quienes en muchos de estos casos son jóvenes. Ello implica, por un lado, el incremento de los niveles de consumo y, por el otro, la disminución de los niveles de ahorro e inversión familiar. En este sentido resalta el caso de Santiago Tapextla donde, por cada 100 personas activas, existen 115 inactivas.

### Migración afrodescendiente
La República Mexicana es el tercer país con mayor emigración por debajo de China y la República Democrática del Congo, desde donde migran, al año, por lo menos 558 mil personas hacia Estados Unidos. En este sentido, se calcula que la población mexicana que ha emigrado al vecino país del norte es mayor a 11 millones de personas.
Por su parte, Oaxaca es el cuarto estado a nivel nacional donde es más importante la expulsión neta de población, solo por debajo de Michoacán, Guerrero y Zacatecas, estimándose la salida neta de 51 mil personas al año. Del 2000 al 2005 se estimó la salida de aproximadamente 90 mil 439 personas de la Costa, lo que coloca a esta región en el cuarto lugar estatal de acuerdo con la importancia de la expulsión neta.
En la mayoría de los municipios con afrodescendientes se tiene una salida creciente de personas. Algunos efectos de la migración en la zona son el incremento de los ingresos familiares, el despoblamiento de las comunidades de la fuerza laboral más vigorosa y la importante, aunque polarizada, atracción de población.
En concordancia con información estadística, es innegable la búsqueda de empleo como la principal motivación de los emigrantes. Por ello, es importante el hecho de que en los municipios con mayor presencia afrodescendiente del distrito de Jamiltepec se encuentren tasas negativas de crecimiento de la población en edad laboral, es decir, en individuos de 15 a 64 años, atribuible seguramente a los movimientos poblacionales hacia otras entidades de la República o Estados Unidos. Al respecto, se da una mayor disminución en los hombres que en las mujeres.Se estima para el 2020 una disminución de aproximadamente 19,901 personas en la población de todos los municipios de esta región afrodescendiente, el cual se manifestará más en aquellos mayormente vinculados a la migración internacional actual.
De acuerdo con el censo de los Estados Unidos de América correspondiente a 2010, 0.9% de la población de ascendencia mexicana identificaban su raza como "negro" o "afroamericano".

### Transferencia de recursos económicos
La llegada de divisas a Oaxaca en el 2007 sumó 1,272.2 millones de dólares, lo que significó su crecimiento nominal 8 veces en 12 años, ubicando a la entidad en el octavo lugar nacional en su captación.
A nivel regional, con datos del 2000, se sabe que aproximadamente el 13.9% de las remesas llegan a la Costa, ubicándose en el tercer lugar en su recepción, mientras un poco más de la mitad de estas divisas se concentran en Valles Centrales y la Mixteca.
Sobre esta base, la mayoría de los municipios de la Costa tienen por lo menos algún hogar perceptor de remesas, lo cual en el caso de las comunidades con población afrodescendiente no es la excepción, como se observa en las mejoras de las condiciones materiales de las viviendas y el bienestar de las familias con migrantes. En general, el flujo de transferencias monetarias internas e internacionales son destinadas principalmente para la subsistencia de las familias, el mejoramiento de las viviendas, la salud, el incremento de la educación escolarizada, la reproducción de la cultura y la inversión productiva en las comunidades de origen.

## Activismo afromexicano

### Antecedentes históricos
En 1992, en el contexto de las luchas agrarias dentro del estado de Guerrero, el movimiento indígena y negro formaron una alianza a la que le nombraron Consejo Guerrerense 500 Años de Resistencia Indígena, Negra y Popular, en la Costa Chica de Guerrero. En 1993, a través de la Casa del Pueblo y el Centro Coordinador para el Desarrollo Indígena de Jamiltepec (CCDI),  «El Cimarrón» se fundó como el primer programa de radio oficial enfocado en negritud, lo que marcó una iniciativa gubernamental de visibilización cultural de los pueblos negros en México.
En el año 1997, el sacerdote trinitense Glyn Jemmott comenzó una organización política afrodescendiente en la región de la Costa Chica. El enfoque de esta movilización política estuvo orientada hacia la visibilización y el reconocimiento cultural africano en México, a través de la creación del Encuentro de Pueblos Negros, cuyo primer evento tuvo lugar en El Ciruelo, Pinotepa Nacional, en el estado de Oaxaca. El Primer Encuentro de Pueblos Negros se enfocó en una identidad común afromexicana para dar lugar a la movilización político-social. Estos esfuerzos de movilización política se concentraron en la reconstrucción de elementos culturales durante los años 1991-2008, que desembocaría en la construcción de las diferentes organizaciones negras existentes en la época contemporánea dentro de la región de Guerrero y Oaxaca.
En el año 1997, México Negro se crearía como organización afrodescendiente, así como AFRICA A.C. en el año 2007, seguidos de la organización SOCPINDA A.C. en la segunda década de los años 2000. Estos colectivos concentrarían sus esfuerzos hacia el reconocimiento constitucional de los pueblos negros en México, así como demandas por derechos a la tierra; dicho reconocimiento se concreta el 28 de junio de 2019.
En el año 2007 se creó el Primer Foro Afromexicano en Huazolotitlán, Oaxaca, enfocado en crear lazos con otros actores políticos, nacionales e internacionales, enfocados en el reconocimiento constitucional de las personas afrodescendientes. En el año 2009, se creó la Red de Organizaciones de Pueblos Negros, la cual sirvió como plataforma colectiva de distintas organizaciones afrodescendientes en México, la red cambiaría su nombre posteriormente a Red por el Reconocimiento Constitucional del Pueblo Negro de México (RCPNM). En el año 2011, se acordó utilizar la palabra «afromexicano» en un sentido jurídico y político, así como también expandir la movilización política a un plano nacional.
En el año 2013 se creó la Red de Mujeres de la Costa Chica en Oaxaca, enfocado en la movilización política de las mujeres negras de Oaxaca.
Durante el XVI Encuentro de Pueblos Negros en el año 2015 en Oaxaca, por primera vez acuden representantes mascogos. Este Encuentro fue caracterizado por una numerosa asistencia afrodescendiente provenientes de la sociedad civil. El mismo año se creó el Consejo Académico de la Cátedra Itinerante de Mujeres Afromexicanas (CIMA). En el año 2017 el Encuentro de Pueblos Negros sale de la región de la Costa Chica de Oaxaca y Guerrero por primera vez, para instalarse en el estado de Veracruz. En septiembre de 2017 SOCPINDA A. C. funda la Escuela de Formación para Líderes Sociales Afrodescendientes Príncipe Gaspar Yanga.

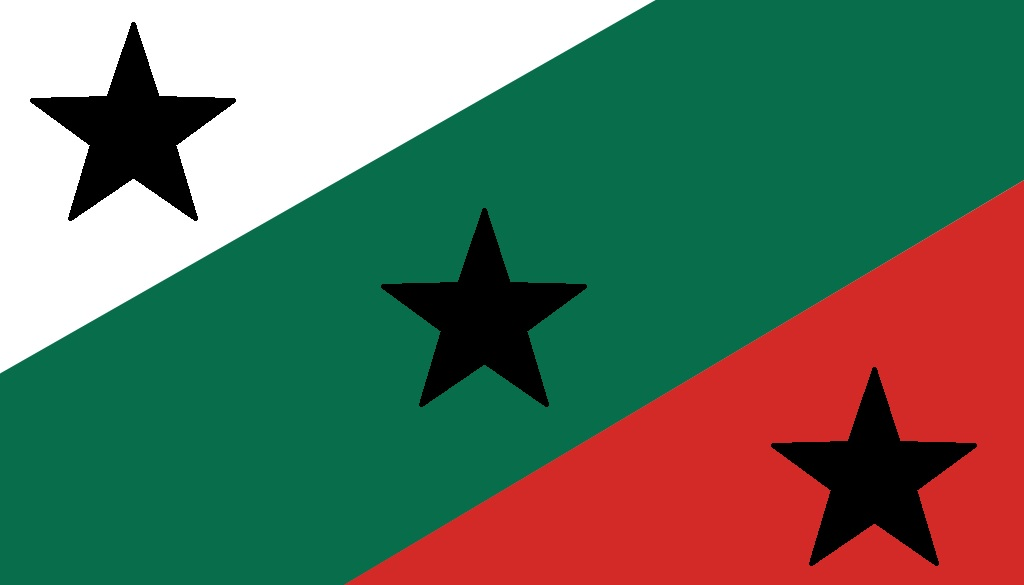
Bandera propuesta para la reivindicación de los afromexicanos.

### Proyectos Productivos
Fundación León XIII trabaja también en la zona con cajas de ahorro y granjas de traspatio para enriquecer las capacidades de las personas de la región.
Por su parte, los jarochos de Tuxtepec Oaxaca han emprendido la preservación organizada de sus tradiciones estableciendo para ello proyectos como la Tallera Colectiva que se encarga de la enseñanza del son jarocho y su relación con las artes universales; La Cuenca Vive abocada al turismo cultural y ecológico, la defensa del río, y la celebración de festivales; la finca ecológica La Cimarrona, cuyo quehacer es la preservación ecológica y el entendimiento con la naturaleza y el caballo; La Casa de la Décima que como su nombre lo indica se ocupa de cultivar la poesía decimal en sus expresiones comunitarias de Canto a lo Divino, Salutaciones y Décima a Caballo, primordialmente de forma intergeneracional.